# Žižice
Žižice (en allemand : Schischitz) est une commune du district de Kladno, dans la région de Bohême-Centrale, en République tchèque. Sa population s'élevait à 694 habitants en 2020.

## Géographie
Žižice se trouve à 6 km au nord-est de Slaný, à 13 km au nord-est de Kladno et à 28 km au nord-ouest du centre de Prague.
La commune est limitée par Hobšovice au nord, par Velvary et Kamenný Most à l'est, par Zvoleněves et Podlešín au sud, et par Slaný à l'ouest.

## Histoire
La première mention écrite de la localité date de 1318.